# Xenogenesis (série littéraire)
Ne doit pas être confondu avec Xenogenesis.
Xenogenesis (titre original : Lilith's Brood) est une trilogie de science-fiction féministe et afrofuturiste d'Octavia E. Butler. Les trois volumes de cette série de science-fiction, L'Aube (Dawn), L'Initiation (Adulthood Rites) et Imago (Imago) ont été publiés respectivement en 1987, 1988 et 1989. Ils ont ensuite été rassemblés en 1989 dans le recueil intitulé Xenogenesis puis dans un autre recueil intitulé Lilith's Brood en 2000.
La trilogie raconte l'histoire de la rencontre entre l'espèce humaine, après la destruction de la Terre par une guerre nucléaire, et l'espèce extra terrestre des Oankalis, qui vivent en symbiose dans un vaisseau spatial vivant. La trilogie explore les thématiques de la colonisation, de l'esclavage et du génie génétique, ainsi que de la construction sociale et génétique du genre.

## Résumé

### L'Aube(1987)
Le premier roman de la trilogie, L'Aube (Dawn), commence avec Lilith Iyapo, une humaine noire, alors qu'elle se retrouve seule dans ce qui semble être une cellule de prison. Elle a des souvenirs de ce qui s'est passé auparavant, notamment d'une voix énigmatique qui pose d'étranges questions. Elle n'a aucune notion de qui se cache derrière cette voix ni des intentions de cette personne. Elle se souvient d'une guerre nucléaire et d'un précédent accident de la circulation dans lequel son mari et son enfant ont été tués.
La vérité émerge par étapes. Les mêmes questions lui sont posées. Des êtres humanoïdes dont l'apparence la terrifie lui rendent visite, alors même qu'ils se comportent sans violence. Elle apprend que la guerre nucléaire a rendu la Terre inhabitable. La race humaine a quasiment disparu. Les quelques personnes survivantes ont été enlevées par une race extraterrestre, les Oankalis. Lilith s'est réveillée 250 ans après la guerre sur un navire Oankali vivant.
Au début, elle est repoussée par l'étrangeté de ses sauveurs / ravisseurs. Les Oankalis ont des tentacules sensoriels sur tout leur corps, en sus des emplacements habituels des organes sensoriels humains, avec lesquels ils perçoivent le monde différemment des humains. Plus étrange encore, les Oankali ont trois sexes : mâle, femelle et Ooloi. Les Oankalis ont tous la capacité de percevoir et d'analyser la biochimie génétique des êtres vivants. Les Ooloi peuvent de plus manipuler le matériel génétique pour faire muter d'autres êtres vivants et également se reproduire en créant une progéniture à partir du matériel génétique de leurs compagnons.
Lilith finit par devenir amie avec Nikanj, un Ooloi. Les Oankali ont réussi à rendre la Terre de nouveau habitable et ont obtenu l'aide de Lilith pour réveiller et entraîner les humains survivants à survivre sur la planète transformée. En échange, les Oankali veulent croiser leurs gênes avec les humains pour mélanger les races humaine et Oankali, un impératif biologique pour eux qu'ils comparent au besoin de respirer d'un humain. Ils ont en effet un matériel génétique appauvri qu'ils doivent renouveler pour survivre. Ils perçoivent le métissage comme mutuellement bénéfique; en particulier, cela résoudra ce que les Oankalis pensent être une combinaison fatale chez les humains qui sont doués d'intelligence mais manifestent des tendances à la hiérarchisation. Les Oankalis sont particulièrement attirés par le « talent » des humains pour développer des cancers, qu'ils souhaitent utiliser pour se remodeler. Les humains se rebellent contre Lilith et le commerce de gènes proposé et tuent Joseph, le nouveau compagnon de Lilith. Le groupe humain qui s'est rebellé est envoyé sur Terre sans elle. Nikanj utilise l'ADN collecté par Joseph pour imprégner Lilith avec le premier enfant Oankali / humain.

### L'Initiation(1988)
Le deuxième roman, L'Initiation (Adulthood Rites), se déroule bien des années après la fin de L'Aube. Les humains et Oankalis vivent ensemble sur Terre, mais la paix ne règne pas entre eux. Certains humains ont accepté le marché génétique et vivent avec les Oankalis, donnant naissance à des enfants hybrides appelés « constructions ». D'autres, cependant, ont refusé le marché et vivent dans des villages dits « résidents » séparés, entièrement humains. Les Oolois ont rendu tous les humains résidents stériles, de sorte que les seuls enfants nés sont ceux créés avec l'intervention des Oolois. Cela crée des tensions car les humains considèrent que leur vie n'a pas de sens sans reproduction et sans enfants, d'autant plus qu'ils se sentent dépassés en compétences par les « constructions » humaines / Oankalis. Les humains désespérés volent souvent des enfants d'apparence humaine pour les élever eux-mêmes.
Le personnage principal du roman, Akin, est la première construction masculine née d'une mère humaine (Lilith). Akin contient génétiquement cependant plus d'humain en lui que n'importe quelle construction avant lui. Adulthood Rites se concentre sur la vie et les contradictions d'Akin entre son héritage humain et Oankali. En tant qu'humain, il comprend le désir de se battre pour la survie de l'humanité en tant qu'espèce indépendante et pérenne. En tant qu'Oankali, il comprend que la combinaison des espèces est nécessaire et que la race humaine se détruirait à nouveau si elle était laissée à elle-même. Akin est kidnappé par les résistants alors qu'il est enfant, la seule preuve visible de son statut de « construction » étant une langue en forme de tentacule à travers laquelle il échantillonne le monde qui l'environne à la manière Oankali d'identifier l'ADN. Les Oankali permettent aux résistants de le garder pendant une période prolongée afin qu'il puisse mieux comprendre sa nature humaine, mais cela se passe au détriment de la connexion  qui se serait produite avec son frère s'il était resté avec sa famille et qui est absolument nécessaire pour lui en tant qu'Oankali. L'isolement est extrêmement douloureux pour les deux enfants car ils sont insuffisamment appariés. Anki est emmené sur le vaisseau oankali en orbite pour tenter une guérison pour lui et son frère. Pendant ce temps, il parcourt le navire Oankali avec un Akjai, un Oankali qui n'a pas d'ADN humain.
Grâce à ces expériences, Akin se rend compte que les humains aussi ont tout aussi besoin d'un groupe non modifié comme Akjai que les Oankalis, et il finit par persuader les Oankalis. Les humains reçoivent alors la planète Mars comme habitat, suffisamment modifiée pour pouvoir supporter l'existence humaine, malgré la certitude des Oankalis que la colonie de Mars finira par se détruire. Akin revient pour le dire aux résistants et commencer à les rassembler pour que leur fertilité soit restaurée avant le transport vers leur nouveau monde.

### Imago(1989)
Le dernier tome de la trilogie, Imago, est le plus court de la série. Imago dévoile au lectorat ce qui a été suggéré par les deux derniers livres : le plein potentiel d'une nouvelle espèce hybride humaine-Oankali. Le roman est écrit à la première personne du point de vue de Jodahs, la première construction Ooloi qui est un enfant de Lilith. Grâce à son patrimoine génétique unique, il a réussi à libérer le potentiel génétique latent des humains et d'Oankali.
Le roman mentionne que la colonie humaine sur Mars se porte bien, mais ce n'est pas développé.
Imago développe de façon exhaustive la thématique de l'hybridation génétique humaine / Oankali, en permettant de mieux comprendre les Oankalis. Jodahs s'appuie également sur le travail d'intégration humain-Oankali de Lilith et Akin des deux romans précédents; le roman se termine avec les humains acceptant plus volontiers les Oankalis.

## Contexte
Dans un entretien de 2000 avec Charles Brown, Butler a indiqué que la guerre froide sous l'administration Reagan avait été l'évènement qui avait influencé l'écriture de la trilogie : « J'étais assez désespérée quand j'ai commencé les livres de Xenogenesis. C'était à l'époque de la première administration Reagan, quand le type parlait de guerres nucléaires « gagnables », de guerres nucléaires « limitées » et tout ça. Ça m'a fait peur qu'on élise quelqu'un qui parle comme ça. Et s'il le pensait vraiment ? »
Butler donné une explication dans une interview avec Joshunda Sanders :
« J'ai pensé qu'il devait y avoir quelque chose de fondamental, quelque chose de vraiment mal foutu génétiquement chez nous si nous tombons amoureux de ce genre de choses [la rhétorique de Reagan]. Et j'ai intégré ces caractéristiques. Les extraterrestres arrivent après la guerre et ils nous disent que nous avons ces deux caractéristiques qui ne fonctionnent pas bien ensemble. Ils sont intelligents, et ils nous disent que nous sommes l'espèce la plus intelligente qu'ils aient rencontrée. Mais nous sommes aussi hiérarchiques. Et je mets ça après la grande guerre parce que c'est une sorte d'exemple. Nous nous sommes dépassés jusqu'à la mort, c'est juste notre tendance à nous surpasser en tant qu'individus et groupes, grands et petits ».

## Thèmes
What I intended to do when I began the novels...was change [human] males enough so that the hierarchical behavior would no longer be a big problem. (« Ce que j'avais l'intention de faire quand j'ai commencé ces romans... Changer suffisamment les [humains] mâles pour que le comportement hiérarchique ne soit plus un gros problème. »).

### Impérialisme et esclavage
Xenogenesis explore les thèmes de la sexualité, du genre, de la race et de l'espèce. Les Oankalis pensent que l'espèce humaine comporte une «contradiction» inévitablement autodestructrice entre sa haute intelligence et sa nature hiérarchique. Selon les Oankalis, cette disposition a provoqué la guerre qui a presque éradiquée la race humaine, et c'est la raison morale pour laquelle ils ne peuvent pas laisser les humains déterminer seuls leur avenir. Lilith et les hybrides Oankali-humains sont constamment aux prises avec ce conflit intérieur. Selon Erika Nelson de Tor.com la trilogie met en parallèle l'histoire des esclaves africains en Amérique et le conflit que les générations suivantes d'Afro-Américains ressentent concernant leur intégration dans la société américaine. Les hybrides humains-Oankalis ont le sentiment d'avoir trahi leur côté humain en s'intégrant à la société Oankali, mais en même temps, en raison du vaste déséquilibre de pouvoir entre les deux espèces, ils n'ont jamais vraiment eu d'autre option viable pour survivre. En plus d'allégoriser l'esclavage, la trilogie est plus généralement écrite dans le contexte de la colonisation Oankali, comme l'indique Nelson, soulevant les problématiques de la coercition, de l'agencement et du consentement. La relation entre les Oankali et les humains évoque quantités de relations impérialistes, de l'esclavage aux camps d'internement ainsi que l'eugénisme. La trilogie s'inspire également d'éléments du mythe de Lilith, la première femme d'Adam.

### Génie génétique
En plus des problématiques sociales, les résultats possibles du développement de la science génétique et de la technologie biologique sont évoqués à travers la maîtrise génétique des Oankalis. Joan Slonczewski, une biologiste, a publié une revue de la trilogie dans laquelle elle discute des implications biologiques des Oolois et comment ils peuvent, grâce au génie génétique, obtenir des effets positifs à partir de  gènes défaillants tels qu'une prédisposition au cancer. Le déterminisme biologique est une autre thématique abordée dans la trilogie en liant les aspects sociaux et scientifiques : c'est parce que les Oankalis croient avant tout aux tendances biologiques innées d'une espèce, que les personnages doivent constamment négocier entre leurs supposées capacités biologiques et les limites de leur volonté individuelle.
Les expérimentations génétiques menées par les Oankali sur le personnage de Lillith contre son gré font écho à celles menées sur Henrietta Lacks, une patiente Afro-Américaine, dont les cellules tumorales isolées d'une biopsie de sa tumeur sont les premières cellules humaines à avoir pu être cultivées in vitro avec succès.

### Organisation sociale non hiérarchique
La série a été qualifiée de précurseur au courant post-anarchiste par Jeff Schantz par sa critique de l'organisation sociale hiérarchique (domination) des humains. Les Oankalis au contraire, vivent en symbiose dans leur vaisseau spatial vivant à l'intérieur d'unités familiales discrètes. Les Oankalis peuvent à l'aide de secrétions chimiques de leur corps faire grandir ou rapetisser leur vaisseau et utilisent son réseau neural pour communiquer et prendre des décisions démocratiques.

### Genre et sexualité
Dans Imago, Josha est un Ooloi mi humain mi Oankali. Les Oolois représentent un troisième genre  chez les Oankalis et sont dotés de talents spéciaux pour la reproduction génétique. Josha se rend compte en grandissant que sa forme mature est instable, et qu'il peut changer de genre ou d'espèce. Il dispose également d'une forte capacité de stockage de matériel génétique et peut s'en servir pour guérir aussi bien les humains que les Oankalis. La trilogie aborde donc une problématique de genre et de la socialisation genrée socialement construite dans une utopie du devenir qui se revendique habituellement des théories féministes, queer et post anarchistes.
Les thèmes de la fluidité de genre abordés dans Xenogenesis font d'Octavia Butler selon Donna Harraway autrice du Manifeste Cyborg une des théoriciennes du cyborg.

### Aliénation et dénaturation par la symbiose
Butler aborde des processus de dénaturalisation et d'aliénation, qui sont centraux dans le cadre d'une stratégie de survie des êtres vivants quels qu'ils soient. Ce sont des problèmes qui se posent par exemple quand on veut mettre en place une politique de préservation d'un site naturel pour des raisons écologiques. La problématique remet en cause l'idée d'une innocence originelle telle que professée dans les religions judéo-chrétiennes, et la narration de science-fiction vient proposer une parodie de la genèse dans le contexte de la naissance d'une nouvelle espèce qui est un croisement génétique entre les humains et les Oankalis. Dans le processus, les relations entre les organismes biologiques et les constructions sont explorées.
Dans le contexte décrit par la série Xenogenesis, les humains doivent afin d'assurer leur survie intégrer contre leur gré des changements biologiques et physiologiques imposés par une race d'extra terrestres en position dominante qui vont à l'encontre de leurs valeurs morales et sociales. Ce processus constitue un modèle de symbiose qui finit par faire disparaitre de façon irrévocable les deux espèces qui dépendent mutuellement de l'autre pour survivre.
Le point nodal de ce processus de symbiose, et celui le plus difficilement acceptable pour les humains est celui qui concerne les identités de genre et les implications sociales qui en découlent en termes d'organisation de la reproduction de la famille et de la sexualité. Les Oankalis ont trois genres, mâle, femelle et ooloi. Ceci constitue une «monstruosité» pour les humains et marque le point nodal de leur résistance contre la colonisation des Oankalis. Le fait que le rôle central soit dévolu à l'ooloi, qui construit une médiation entre les deux genres et est capable de permettre leur reproduction par la manipulation de leur matériel génétique rend les hommes humains tout particulièrement agressifs vis-à-vis de ce qu'ils perçoivent comme une menace d'autant plus dangereuse qu'ils en saisissent l'attraction et la séduction. Butler présente ainsi un modèle de reproduction qui remet en cause l'essentialisme du modèle de reproduction humaine perçu comme initialement naturel. Ce qui était naturel devient non naturel dans le contexte imposée par la nécessité de survivre et la solution imposée par un envahisseur supposément bienveillant. Cette forme de domination manifeste ce que Donna Harraway nomme « informatique de la domination », une forme de subordination dans une phase où la technologie de l'information forme un nouveau paradigme permettant aux individus d'interragir mais aussi d'être pénétrés et intégrés par la chirurgie, Internet ou les sciences médicales.

## Réception
Orson Scott Card salue la trilogie Xenogenesis comme étant  « plus satisfaisante en tant que science-fiction dure » que les premiers romans de la série Patternist de Butler, et remarque en particulier « combien de puissance sa narration a gagné » dans les années qui ont suivi Patternalist. Adele Newson qualifie la prose de L'Aube, d'engageante et souligne qu'elle est d'une intensité résolue. Adele Newson indique aussi que la relation entre les personnages principaux du roman, Lilith et Joseph, est inhabituelle et originale pour la science-fiction au point d'être « rafraîchissante » et « sensuelle ». Elle fait de Lilith « la quintessence du féminisme héroïque », Newson soutenant que « la vie de Lilith, comme celle de la femme noire, est une métaphore de la quête qui résoudrait le problème d'être à la fois vénérée et méprisée par ceux avec qui elle habite dans la société ». En revanche, Newson trouve le développement de l'intrigue dans Adulthood Rites décevant: Lilith, souligne-t-elle, « ne fait guère plus que bouder en silence" et l'histoire repose tellement sur un dialogue « laborieux » qu'elle devient plus ou moins un traité » sur la nature contradictoire et souvent violente de l'humanité.». De même, Ted White du Washington Post trouve Imago verbeux et conclut que, comme fin de la trilogie, c'est « anticlimatique »,
Les trois romans ont été nommé pour le prix Locus du meilleur roman de science-fiction l'année de leur publication (1987, 1988 et 1989), bien qu'aucun des livres n'ait remporté le prix.
La trilogie est saluée pour la complexité des dilemmes moraux auxquels les protagonistes sont confrontés par Ketty Stewart et son traitement des questions de «l'afro-nationalité».

## Adaptations
En septembre 2015, le producteur Allen Bain annonce avoir demandé les droits d'adapter L'Aube pour la télévision. Le 26 février 2020, Amazon Studios a acquis les droits de diffusion, Victoria Mahoney (en) écrivant et réalisant l'épisode pilote basé sur L'Aube, et produira la série avec Bain, Brainframe, Array Filmworks avec Ava DuVernay et MACRO,.

#### Articles académiques
- (en) Erin M. Pryor Ackerman, « Becoming and Belonging: The Productivity of Pleasures and Desires in Octavia Butler's "Xenogenesis" Trilogy » , sur www.semanticscholar.org, 2008 (consulté le 12 avril 2023)
- (en) Nolan Belk, « The Certainty of the Flesh: Octavia Butler's Use of the Erotic in the Xenogenesis Trilogy », Utopian Studies, vol. 19, no 3,‎ 2008, p. 369–389 (ISSN 1045-991X, lire en ligne, consulté le 12 avril 2023)
- (en) Frances Bonner, « Difference and Desire, Slavery and Seduction: Octavia Butler's "Xenogenesis" - ProQuest » , Contemporary Literary Criticism, edited by Jeffrey W. Hunter, vol. 230. Gale, 2007. Originally published in Foundation 48 (Spring 1990): 50–62., sur www.proquest.com, 2007 (consulté le 12 avril 2023)
- (en) Christina Braid, « Contemplating and Contesting Violence in Dystopia: Violence in Octavia Butler’s XENOGENESIS Trilogy », Contemporary Justice Review, vol. 9, no 1,‎ 1er mars 2006, p. 47–65 (ISSN 1028-2580, DOI 10.1080/10282580600564891, lire en ligne, consulté le 12 avril 2023)
- (en) Naomi Jacobs, « Polymorphous Futures: Octavia E. Butler's Xenogenesis Trilogy », American Bodies: Cultural Histories of the Physique, New York, Tim Armstrong,‎ 1996., p. 170–185. (lire en ligne, consulté le 12 avril 2023)
- (en) Éva Federmayer, « Octavia Butler's Maternal Cyborgs: The Black Female World of the Xenogenesis Trilogy », Hungarian Journal of English and American Studies (HJEAS), vol. 6, no 1,‎ 2000, p. 103–118 (ISSN 1218-7364, lire en ligne , consulté le 12 avril 2023)
- (en) Theodora Goss et John Paul Riquelme, « From Superhuman to Posthuman: The Gothic Technological Imaginary in Mary Shelley's Frankenstein and Octavia Butler's Xenogenesis », MFS Modern Fiction Studies, vol. 53, no 3,‎ 2007, p. 434–459 (ISSN 1080-658X, DOI 10.1353/mfs.2007.0068, lire en ligne, consulté le 12 avril 2023)
- (en) Justin Louis Mann, « Pessimistic futurism: Survival and reproduction in Octavia Butler’s Dawn », Feminist Theory, vol. 19, no 1,‎ avril 2018, p. 61–76 (ISSN 1464-7001 et 1741-2773, DOI 10.1177/1464700117742874, lire en ligne, consulté le 12 avril 2023)</ref>
- (en) Christa Grewe-Volpp, « Octavia Butler and the Nature-Culture Divide : An Ecofeminist Approach to the Xenogenesis-Trilogy » , Restoring the Connection to the Natural World: Essays on the African American Environmental Imagination, sur www.semanticscholar.org, Munster, Sylvia Mayer, 2003  2003 (consulté le 12 avril 2023), p. 149–173.</ref>
- (en) Rebecca J. Holden, « The High Costs of Cyborg Survival: Octavia Butler's "Xenogenesis" Trilogy - ProQuest » , No.72 (Spring 1998), sur www.proquest.com, Foundation: The International Review of Science Fiction, 1998 (consulté le 12 avril 2023), p. 49–57
- (en) Nancy Jesser, « Blood, Genes and Gender in Octavia Butler's Kindred and Dawn », Extrapolation, vol. 43, no 1,‎ janvier 2002, p. 36–61 (ISSN 0014-5483 et 2047-7708, DOI 10.3828/extr.2002.43.1.05, lire en ligne, consulté le 12 avril 2023).
- (en) J. Adam Johns, « Becoming Medusa: Octavia Butler's "Lilith's Brood" and Sociobiology », Science Fiction Studies, vol. 37, no 3,‎ 2010, p. 382–400 (ISSN 0091-7729, lire en ligne, consulté le 12 avril 2023).
- (en) Stacy Magedanz, « The Captivity Narrative in Octavia E. Butler's Adulthood Rites », Extrapolation,‎ 2012, p. 45 et plus (lire en ligne )
- Jim Miller, « Post-Apocalyptic Hoping: Octavia Butler's Dystopian/Utopian Vision », Science Fiction Studies, vol. 25, no 2,‎ 1998, p. 336–360 (ISSN 0091-7729, lire en ligne, consulté le 13 avril 2023).
- (en) Aparajita Nanda, « Re-writing the Bhabhian “Mimic Man”: Akin, the Posthuman Other in Octavia Butler’s Adulthood Rites », Ariel:A Review of International English Literature, vol. 41, no (3-4),‎ 1er juillet 2010, p. 115–135 (ISSN 0004-1327, lire en ligne, consulté le 13 avril 2023).
- (en) Aparajita Nanda, « Power, Politics, and Domestic Desire in Octavia Butler's Lilith's Brood », Callaloo, vol. 36, no 3,‎ 2013, p. 773–788 (ISSN 0161-2492, lire en ligne, consulté le 13 avril 2023).
- Michele Osherow, « The Dawn of a New Lilith: Revisionary Mythmaking in Women's Science Fiction », NWSA Journal, vol. 12, no 1,‎ 2000, p. 68–83 (ISSN 1040-0656, lire en ligne, consulté le 13 avril 2023).
- Sarah Outterson, « Diversity, Change, Violence: Octavia Butler's Pedagogical Philosophy », Utopian Studies, vol. 19, no 3,‎ 2008, p. 433–456 (ISSN 1045-991X, lire en ligne, consulté le 13 avril 2023).
- (en) Cathy Peppers, « Dialogic Origins and Alien Identities in Butler’s Xenogenesis »  (Science Fiction Studies. No. 65, Vol. 22,), sur www.depauw.edu, 1995. (consulté le 13 avril 2023).
- (en) Andrew Plisner, « Arboreal dialogics: an ecocritical exploration of Octavia Butler's Dawn », African Identities, vol. 7, no 2,‎ 1er mai 2009, p. 145–159 (ISSN 1472-5843, DOI 10.1080/14725840902808819, lire en ligne, consulté le 13 avril 2023).
- (en) Peter Sands, « Octavia Butler's Chiastic Cannibalistics », Utopian Studies, vol. 14, no 1,‎ 2003, p. 1–14 (ISSN 1045-991X, lire en ligne , consulté le 13 avril 2023).
- (en) Stephanie A. Smith, « Morphing, Materialism, and the Marketing of Xenogenesis », Genders, vol. 18 (Winter 1993),‎ 1993, p. 67–86 (lire en ligne).
- (en) Rachel Greenwald Smith, « Ecology beyond Ecology: Life After the Accident in Octavia Butler's Xenogenesis Trilogy », Modern Fiction Studies, vol. 55, no 3,‎ 2009, p. 545–565 (ISSN 0026-7724, lire en ligne , consulté le 13 avril 2023).
- (en) Joan Slonczewski, « Octavia Butler's Xenogenesis Trilogy : A Biologist’s Response », Présenté à SFRA' à Cleveland , sur biology.kenyon.edu, 30 juin 2000 (consulté le 13 avril 2023). .
- (en) Jessie Stickgold-Sarah, « "Your Children Will Know Us, You Never Will": The Pessimistic Utopia of Octavia Butler's Xenogenesis Trilogy », Extrapolation, vol. 51, no 3,‎ janvier 2010, p. 414–430 (ISSN 0014-5483 et 2047-7708, DOI 10.3828/extr.2010.51.3.6, lire en ligne, consulté le 13 avril 2023).
- (en) Jeffrey A. Tucker, « 'The Human Contradiction': Identity and/as Essence in Octavia E. Butler's 'Xenogenesis' Trilogy », The Yearbook of English Studies, vol. 37, no 2,‎ 2007, p. 164–181 (ISSN 0306-2473, lire en ligne, consulté le 12 avril 2023). .
- (en) Molly Wallace, « Reading Octavia Butler's "Xenogenesis" after Seattle », Contemporary Literature, vol. 50, no 1,‎ 2009, p. 94–128 (ISSN 0010-7484, lire en ligne, consulté le 13 avril 2023).
- (en) Eric White, « The Erotics of Becoming: Xenogenesis and "The Thing" », Science Fiction Studies, vol. 20, no 3,‎ 1993, p. 394–408 (ISSN 0091-7729, lire en ligne, consulté le 13 avril 2023).
- (en) M. Talbot, « Embracing otherness: an examination of Octavia Butler's Xenogenesis series », Kimota: horror, SF and fantasy fiction, no 5,‎ 1996, p. 45–49 (lire en ligne, consulté le 13 avril 2023).
- (en) Sarah Wood, « Subversion through Inclusion: Octavia Butler's Interrogation of Religion in Xenogenesis and Wild Seed » , sur www.proquest.com, FEMSPEC 6.1, 2005 (consulté le 12 avril 2023), p. 87–99..
- Yu, Jeboon. "The Representation of Inappropriate/d Others: The Epistemology of Donna Haraway s Cyborg Feminism and Octavia Butler's Xenogenesis Series." Journal of English Language and Literature 50.3 (2004): 759–777.

#### Revues critiques
- (en-US) Erika Nelson, « Sleeping With the Enemy: Octavia Butler’s Dawn », sur Tor.com, 30 septembre 2009 (consulté le 12 avril 2023)
- (en-US) Erika Nelson, « Negotiating Difference in Octavia Butler’s Adulthood Rites », sur Tor.com, 12 octobre 2009 (consulté le 12 avril 2023)
- (en-US) Erika Nelson, « Playing Human in Octavia Butler’s Imago », sur Tor.com, 26 octobre 2009 (consulté le 12 avril 2023)
- Adele S. Newson « Review of Dawn and Adulthood Rites. »Black American Literature Forum 23 Summer 1989, p. 389–396.
- Ted White, « Love with the Proper Stranger. (Review of Imago) ». The Washington Post. 25 June 1989, p. X8.
- (en) Karen Yescavage, David Lumb et Jonathan Alexander, « Part four of Imagining Alien Sex: Preparing for the Alien » , sur Los Angeles Review of Books, 5 janvier 2014 (consulté le 12 avril 2023)
- Schwab, Gabriele. "Ethnographies of the Future: Personhood, Agency, and Power in Octavia Butler's Xenogenesis." Accelerating Possession: Global Futures of Property and Personhood. Ed. Bill Maurer and Gabriele Schwab. New York: Columbia UP, 2006. 204–228.  (ISBN 9780231137843)
- (en) Bill Maurer et Gabriele Schwab, Accelerating Possession: Global Futures of Property and Personhood., New York, Columbia University Press, 2006 (ISBN 0-231-13784-2 et 978-0-231-13784-3, OCLC 61694915), « Ethnographies of the Future: Personhood, Agency, and Power in Octavia Butler's Xenogenesis », p. 204–228.

#### Ouvrages
- (en) Michelle Erica Green, Utopian and science fiction by women : worlds of difference, Syracuse University Press, 1994 (ISBN 0-8156-2619-3, 978-0-8156-2619-0 et 0-8156-2620-7, OCLC 29220954, 4), « There Goes the Neighborhood': Octavia Butler's Demand for Diversity in Utopias ».
- (en) Naomi Jacobs, Posthuman Bodies and Agency in Octavia Butler's Xenogenesis in Dark horizons : science fiction and the dystopian imagination, New York, Routledge, 2003 (ISBN 0-415-96613-2, 978-0-415-96613-9 et 0-415-96614-0, OCLC 51505396), p. 91-112.
- (en) David Seed et Tom Moylan, Dark horizons : science fiction and the dystopian imagination, New York, Ed. Raffaella Baccolini and Tom Moylan, Routledge, 2003 (ISBN 0-415-96613-2, 978-0-415-96613-9 et 0-415-96614-0, OCLC 51505396), « Posthuman Bodies and Agency in Octavia Butler' s Xenogenesis », p. 91-111.
- (en) « Octavia Butler Special Issue » , sur www.jstor.org, Utopian Studies, Penn State University Press, 2008 (JSTOR i20719914, consulté le 13 avril 2023).